# 苏长岩

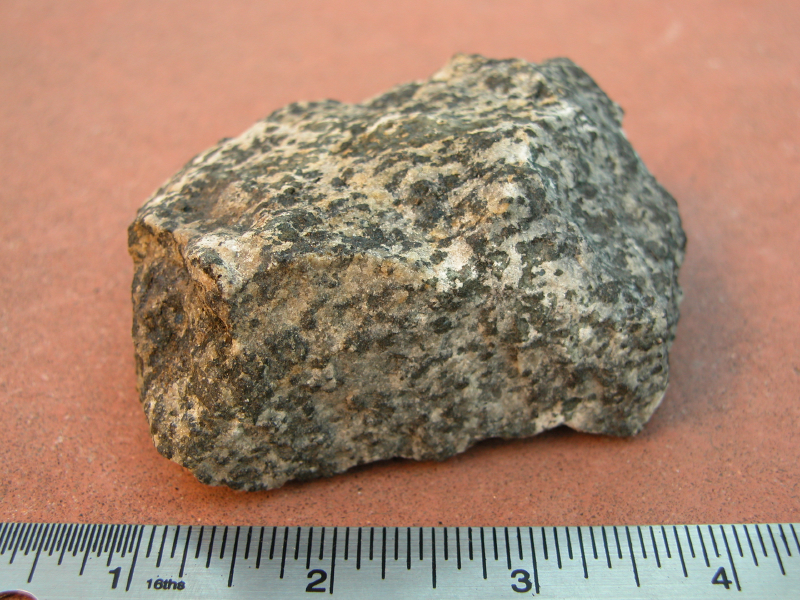
苏长岩样本

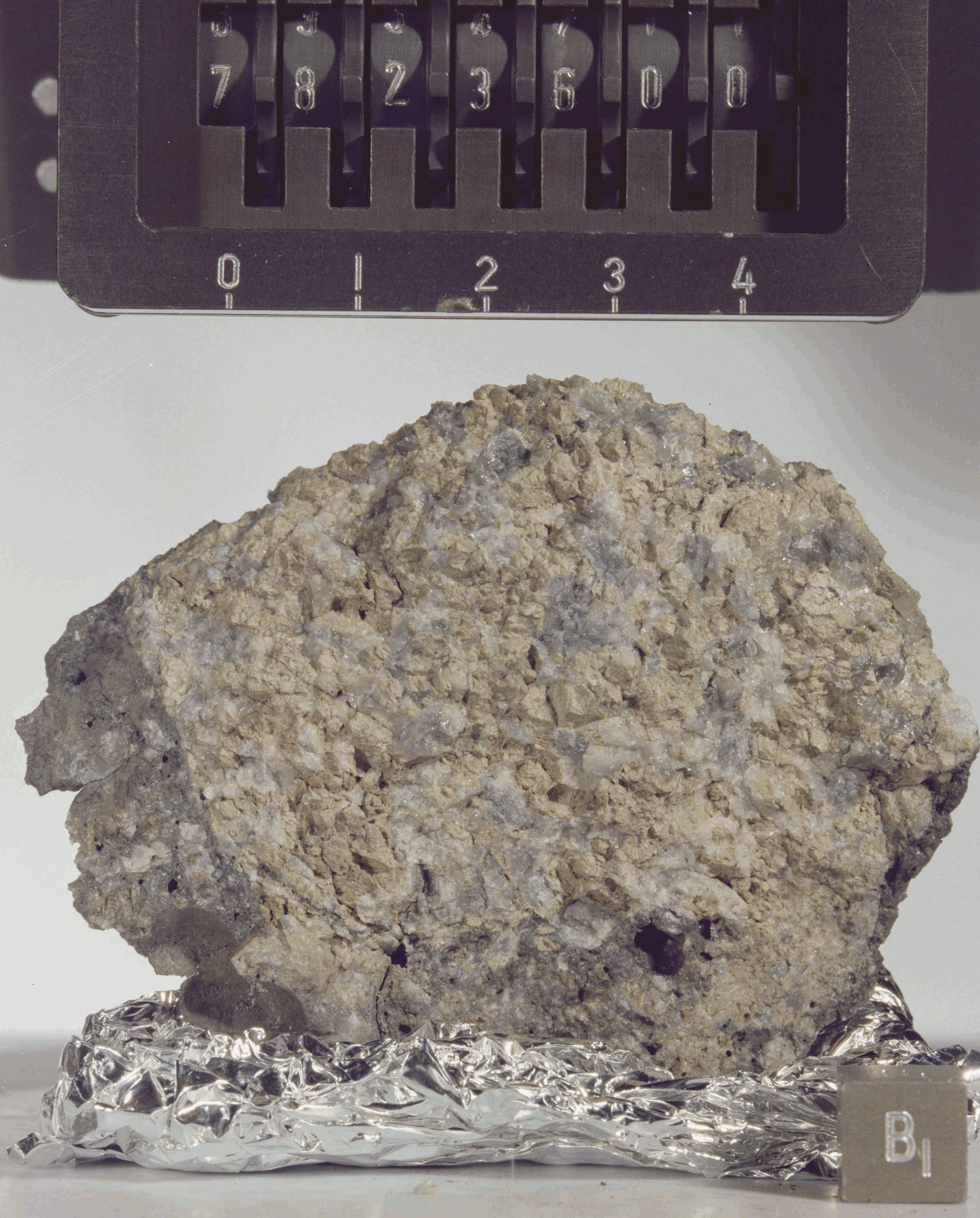
阿波罗17号任务期间，在月球陶拉斯-利特罗谷中发现的令人震惊的苏长岩（78236号样本）。

苏长岩（Norite）是一种铁镁质侵入岩火成岩，主要由富含钙的斜长石富拉玄武岩、斜方辉石和橄榄石所构成。“苏长岩”这一名字来源于“诺尔格”（Norge），挪威的挪威语名称。
苏长岩也称为斜方辉石辉长岩，如果没有在岩相显微镜下进行岩矿薄片研究，苏长岩基本上无法与辉长岩相区分。苏长岩和辉长岩之间的主要区别在于组成它们的辉石类型。苏长岩主要由斜方辉石组成，大部分为高镁质顽火辉石或含铁的中间矿物紫苏辉石。而辉长岩中的主要辉石为单斜辉石，通常为含铁程度中等的普通辉石。
苏长岩与辉长岩及层状侵入体中的其他基性至超基性岩岩石一起出现，这些岩石通常与铂矿体有关，例如南非布什维尔德（Bushveld）火成杂岩、格陵兰斯卡尔加德（Skaergaard）火成杂岩以及位于蒙大拿州的斯蒂尔沃特（Stillwater）火成杂岩等。苏长岩也是安大略省索德柏立盆地杂岩的基底火成岩，这里是彗星撞击的所在地，也是全世界第二大镍矿区 

。
苏长岩是阿波罗样本中常见的岩石类型，在更小范围内，苏长岩可在局部小型侵入体中发现，如新加坡武吉巴督的贡巴克（Gombak）苏长岩，在挪威西南部的埃格尔松侵入区也很丰富，东部则有钛矿床。